# Juan Álvarez-Durán
Juan Álvarez-Durán (La Paz) es un director de cine, guionista, montajista, productor boliviano, conocido por sus obras como Eco del Humo (2015),  Saldos (2016) y el documental Nosotros los bárbaros (2020) presentado en el Festival Internacional de Cine Documental de Buenos Aires (FIDBA), actualmente representante de la Asociación de producción audiovisual Artes Andes Américas y asistió al Talent Buenos Aires en su versión del año 2007.

## Carrera
Trabajó en videoarte e instalaciones, en el ámbito profesional estudió comunicación, fue formado de manera autodidacta en cine además de haber estudiado en Argentina un diplomado en documental de creación. En 2005 se fue a vivir a Colquiri (La Paz) como parte de un voluntariado donde conoció una cultura que se rehusaba a hablar español y dejar su lengua nativa en este caso el aymara.
Al respecto mencionó:
“Yo ese día no he dormido de rabia, pero al amanecer del día siguiente me di cuenta que yo había vivido eso unas tres horas, pero que ellos han vivido ese tipo de marginalidad centenas de años”,
“Ahí entendí que era un damnificado de mi propio sistema. Todo se habla en español y el aymara ha sido muy marginalizado, al igual que cualquier idioma originario”.
Fue así como empezó a planear lo que 15 años después sería su tercera película sacaría su tercer película Nosotros los bárbaros (2020) con personajes distinguidos como el historiador Javier Mendoza y el lingüista Teófilo Layme.
Para Juan Álvarez-Durán, muchos de los cortos, justamente por su exploración a las sensaciones, son más funcionales para las instalaciones específicas para cortometrajes. Lo que como resultado generó bastantes polémica con algunos productores, directores y críticos en el medio que consideraban que los cortos de Bolivia tienen fuerza para ser llevados a la pantalla grande.

## Filmografía

### Director
Sócrates (cortometraje) (2013)
Eco del Humo (2015)
Saldos (2016)
Nosotros los bárbaros (2020)

### Productor
Algo Quema (2018)

### Montajista
El alguacil (2019) de Samuel Moreno (Colombia)